# Движение за конкретное искусство
Движение за конкретное искусство (итал. Il Movimento per l'arte concreta, MAC) ― художественное движение, основанное в Милане в 1948 году Атанасио Солдати, Джилло Дорфлесом, Бруно Мунари, Джанни Моне с целью популяризации нефигуративного искусства, в частности абстракционизма преимущественно геометрической ориентации, свободного от каких-либо подражаний и связей с внешним миром. Абстрактный дом ди Карло Перогалли и Аттилио Мариани на Viale Beatrice d’Este 26 a Milano является одним из самых богатых и значительных зданий всего MAC. Среди лучших образцов архитектуры MAC, которой придерживался Лучио Фонтана, — La Casa Abstractta by Perogalli and Mariani, расположенная по адресу Viale Beatrice d’Este 24 в Милане.

## История
Название движения отсылает к значению термина «конкретный», употребляемого в том смысле, который был предложен в 1930-х годах Тео ван Дусбургом и Василием Кандинским. Следовательно, конкретное искусство противопоставляется образу так называемой «лирической» абстракции. Среди стилистических особенностей творчества представителей движения выделяют применение техники монохромной живописи, а также использование кинетических скульптур и световых инсталляций.

Художник Андреа Бизанцио, один из участников MAC, за работой в своей студии. Фотограф ― Паоло Монти

Художники MAC дебютировали с групповой выставкой, состоявшейся в Libreria Salto в Милане в декабре 1948 года, организованной критиком искусства Джузеппе Марчиори. В последующие годы движение обзавелось сложной организационной сетью: новые члены организации творили в различных городах за пределами Милана ― таких как Турин, Генуя, Флоренция, Рим, Неаполь. В творческое объединение входили не только художники или скульпторы, но также архитекторы, промышленные дизайнеры и графические дизайнеры. С группой MAC поддерживал тесные связи критик искусства и философ Джилло Дорфлес, а также художник Бруно Мунари.
В 1951 году в Национальной галерее современного искусства в Риме состоялась масштабная выставка «Arte Astratta e Concreta», в которой приняли участие около 70 художников из всей Италии. В 1952 году было решено продлить выставку, а также включить в неё представителей «Arte d’Oggi» и «Fondazione Origine», так что сегодня точное число её участников установить довольно затруднительно. Например, искусствовед Кристоф Вильхельми называет в общей сложности 132 имени.
В список изначальных членов творческого объединения входили Антонио Франкини, Джанни Бертини, Фердинандо Шеврие, Франц Фюррер, Аугусто Гарау, Марио Нигро, Идео Панталеони, Гальяно Маззон, Плинио Месиулам, Луиджи Веронези, Ренато Барисани (координатор группы в Неаполе до 1958 года), Витторио Уголини, Луисо Стурла (секретарь отделения в Лигурии до 1957 года); архитекторами среди представителей движения были Аттилио Мариани, Карло Перогалли, Тито Вариско, Роберто Менги, Марко Занусо, Марио Равеньяни, Карло Пакканини и Витториано Вигано. Молодые римские художники Аккарди, Дорацио и Перилли, которые позднее основали свой собственный творческий коллектив под названием Gruppo Forma 1, также имели связи с MAC. В 1958 году движение распалось.